# Never Ending Tour 2003
Never Ending Tour 2003 es el decimosexto año de la gira Never Ending Tour, una gira musical del músico estadounidense Bob Dylan realizada de forma casi ininterrumpida desde el 7 de junio de 1988.

## Trasfondo
El decimosexto año de la gira Never Ending Tour comenzó con una etapa por Oceanía, ofreciendo siete conciertos en Australia y cuatro en Nueva Zelanda. El concierto de Melbourne el 8 de febrero formó parte del Melbourne International Music & Blues Festival, mientras que el concierto de Perth formó parte del Moonlight, Music & Wine Festival. La primera etapa de la gira finalizó veintiún días después del primer concierto, el 26 de febrero.
A continuación, Dylan ofrecíó conciertos por la costa Oeste de los Estados Unidos, en una etapa que comenzó el 18 de abril en Dallas (Texas). Durante la etapa, Dylan ofreció dos conciertos en el New Orleans Jazz & Heritage Festival los días 25 y 26 de abril. El 2 de mayo, Dylan tocó en el 10th Annual Music Midtown Festival. Dos días después, tocó en el SunFest 2003 de West Palm Beach, Florida, y posteriormente en el 2003 Jubilee! Jam. 
Tras finalizar la etapa norteamericana, Dylan volvió a la carretera a mediados de julio para ofrecer una nueva etapa por los Estados Unidos. La etapa comenzó el 12 de julio en Winter Park (Colorado) con un concierto en el Winterpark Festival 2003. Dylan actuó como telonero de The Dead en Sunrise (Florida) el 29 de julio, y continuó actuando como telonero hasta el 8 de agosto. Los días 9 y 10 de agosto, ofreció dos conciertos con Tom Petty & The Heartbreakers, antes de completar el resto de la gira con su propia banda.
El 9 de octubre, Dylan se embarcó en una nueva etapa europea de 33 fechas que llegaron a quince países. La etapa terminó con un concierto en el Brixton Academy de Londres, Inglaterra. También tocó en Londres las dos noches anteriores en el Shepherds Bush Empire y en el Hammersmith Apollo.

## Conciertos
| Oceanía                 |                  |                 |                                    |
| 6 de febrero de 2003    | Canberra         | Australia       | AIS Arena                          |
| 8 de febrero de 2003    | Melbourne        | Australia       | Blue Stage                         |
| 11 de febrero de 2003   | Brisbane         | Australia       | Brisbane Entertainment Centre      |
| 13 de febrero de 2003   | Adelaide         | Australia       | Adelaide Entertainment Centre      |
| 15 de febrero de 2003   | Perth            | Australia       | Claremont Showgrounds              |
| 17 de febrero de 2003   | Sídney           | Australia       | Sídney Entertainment Centre        |
| 18 de febrero de 2003   | Newcastle        | Australia       | Newcastle Entertainment Centre     |
| 21 de febrero de 2003   | Auckland         | Nueva Zelanda   | North Shore Events Centre          |
| 22 de febrero de 2003   | Auckland         | Nueva Zelanda   | North Shore Events Centre          |
| 24 de febrero de 2003   | Wellington       | Nueva Zelanda   | TSB Bank Arena                     |
| 26 de febrero de 2003   | Christchurch     | Nueva Zelanda   | CBS Canterbury Arena               |
| Norteamérica            |                  |                 |                                    |
| 18 de abril de 2003     | Dallas           | Estados Unidos  | Grand Theatre                      |
| 19 de abril de 2003     | Austin           | Estados Unidos  | The Backyard                       |
| 20 de abril de 2003     | Austin           | Estados Unidos  | The Backyard                       |
| 22 de abril de 2003     | Houston          | Estados Unidos  | Verizon Wireless Theater           |
| 23 de abril de 2003     | Houston          | Estados Unidos  | Verizon Wireless Theater           |
| 25 de abril de 2003     | New Orleans      | Estados Unidos  | Fair Grounds Race Course           |
| 26 de abril de 2003     | New Orleans      | Estados Unidos  | Fair Grounds Race Course           |
| 27 de abril de 2003     | Tunica           | Estados Unidos  | Grand Event Centre                 |
| 29 de abril de 2003     | Nashville        | Estados Unidos  | The Trap                           |
| 30 de abril de 2003     | Louisville       | Estados Unidos  | Jillian's Parking Lot              |
| 2 de mayo de 2003       | Atlanta          | Estados Unidos  | Dodge/96 Rock/UPN Atlanta Stage    |
| 4 de mayo de 2003       | West Palm Beach  | Estados Unidos  | Washington Mutual Stage            |
| 5 de mayo de 2003       | Hollywood        | Estados Unidos  | Hard Rock Live                     |
| 6 de mayo de 2003       | North Charleston | Estados Unidos  | North Charleston Coliseum          |
| 8 de mayo de 2003       | Portsmouth       | Estados Unidos  | NTELOS Pavilion Harbor Center      |
| 9 de mayo de 2003       | Atlantic City    | Estados Unidos  | Grand Theatre                      |
| 10 de mayo de 2003      | Atlantic City    | Estados Unidos  | Grand Theatre                      |
| 11 de mayo de 2003      | Solomons         | Estados Unidos  | Washington Gas Pavilion            |
| 13 de mayo de 2003      | Cary             | Estados Unidos  | Amphitheatre at Regency Park       |
| 14 de mayo de 2003      | Asheville        | Estados Unidos  | Asheville Civic Center             |
| 16 de mayo de 2003      | Birmingham       | Estados Unidos  | Miller Lite Stage                  |
| 17 de mayo de 2003      | Jackson          | Estados Unidos  | Downtown Stage                     |
| 17 de mayo de 2003      | Little Rock      | Estados Unidos  | Nitelife Rocks                     |
| Norteamérica            |                  |                 |                                    |
| 12 de julio de 2003     | Winter Park      | Estados Unidos  | Winter Park Resort                 |
| 13 de julio de 2003     | Casper           | Estados Unidos  | Casper Events Center               |
| 15 de julio de 2003     | Jackson          | Estados Unidos  | Snow King                          |
| 16 de julio de 2003     | Big Sky          | Estados Unidos  | Meadow Village Pavilion            |
| 17 de julio de 2003     | West Valley City | Estados Unidos  | USANA Amphitheatre                 |
| 19 de julio de 2003     | Lake Tahoe       | Estados Unidos  | Harveys Lake Tahoe Outdoor Arena   |
| 21 de julio de 2003     | Ketchum          | Estados Unidos  | Ketchum Park & Ride Lot            |
| 22 de julio de 2003     | Nampa            | Estados Unidos  | Idaho Center                       |
| 23 de julio de 2003     | Bend             | Estados Unidos  | Les Schwab Amphitheater            |
| 25 de julio de 2003     | Kelseyville      | Estados Unidos  | Konocti Harbor                     |
| 26 de julio de 2003     | Paso Robles      | Estados Unidos  | Mid-State Fairground               |
| 27 de julio de 2003     | Costa Mesa       | Estados Unidos  | Pacific Amphitheatre               |
| 29 de julio de 2003     | Sunrise          | Estados Unidos  | BankAtlantic Center                |
| 30 de julio de 2003     | Tampa            | Estados Unidos  | St. Pete Times Forum               |
| 31 de julio de 2003     | Atlanta          | Estados Unidos  | Aaron's Amphitheatre at Lakewood   |
| 2 de agosto de 2003     | Joliet           | Estados Unidos  | Route 66 Raceway                   |
| 3 de agosto de 2003     | Somerset         | Estados Unidos  | Float Rite Amphitheater            |
| 5 de agosto de 2003     | Noblesville      | Estados Unidos  | Verizon Wireless Amphitheatre      |
| 6 de agosto de 2003     | Columbus         | Estados Unidos  | Germain Amphitheater               |
| 8 de agosto de 2003     | Corfu            | Estados Unidos  | Darien Lake Performing Arts Center |
| 9 de agosto de 2003     | Holmdel          | Estados Unidos  | PNC Bank Arts Center               |
| 10 de agosto de 2003    | Holmdel          | Estados Unidos  | PNC Bank Arts Center               |
| 12 de agosto de 2003    | Nueva York       | Estados Unidos  | Hammerstein Ballroom               |
| 13 de agosto de 2003    | Nueva York       | Estados Unidos  | Hammerstein Ballroom               |
| 16 de agosto de 2003    | Bushkill         | Estados Unidos  | Tom Ridge Pavilion                 |
| 17 de agosto de 2003    | Wallingford      | Estados Unidos  | Oakdale Theatre                    |
| 19 de agosto de 2003    | Northampton      | Estados Unidos  | Pines Theater                      |
| 20 de agosto de 2003    | Nueva York       | Estados Unidos  | Hammerstein Ballroom               |
| 21 de agosto de 2003    | Guilford         | Estados Unidos  | Meadowbrook U.S. Cellular Pavilion |
| 22 de agosto de 2003    | Syracuse         | Estados Unidos  | Syracuse Grandstand                |
| 23 de agosto de 2003    | Niagara Falls    | Canadá          | Oakes Garden Theatre               |
| Europa                  |                  |                 |                                    |
| 9 de octubre de 2003    | Helsinki         | Finlandia       | Hartwall Areena                    |
| 11 de octubre de 2003   | Estocolmo        | Suecia          | Ericsson Globe                     |
| 12 de octubre de 2003   | Karlstad         | Suecia          | Löfbergs Lila Arena                |
| 13 de octubre de 2003   | Oslo             | Noruega         | Oslo Spektrum                      |
| 15 de octubre de 2003   | Gothenburg       | Suecia          | Scandinavium                       |
| 16 de octubre de 2003   | Copenhague       | Dinamarca       | Forum Copenhagen                   |
| 17 de octubre de 2003   | Hamburgo         | Alemania        | Docks                              |
| 18 de octubre de 2003   | Hamburgo         | Alemania        | Docks                              |
| 20 de octubre de 2003   | Berlín           | Alemania        | Deutschlandhalle                   |
| 22 de octubre de 2003   | Leipzig          | Alemania        | Arena Leipzig                      |
| 23 de octubre de 2003   | Praga            | República Checa | T-Mobil Arena                      |
| 24 de octubre de 2003   | Budapest         | Hungría         | Budapest Sports Arena              |
| 26 de octubre de 2003   | Graz             | Austria         | Stadthalle Graz                    |
| 27 de octubre de 2003   | Vienna           | Austria         | Wiener Stadthalle                  |
| 29 de octubre de 2003   | Munich           | Alemania        | Olympiahalle                       |
| 30 de octubre de 2003   | Bolzano          | Italia          | PalaOnda                           |
| 1 de noviembre de 2003  | Roma             | Italia          | PalaLottomatica                    |
| 2 de noviembre de 2003  | Milán            | Italia          | Forum di Assago                    |
| 3 de noviembre de 2003  | Zúrich           | Suiza           | Hallenstadion                      |
| 5 de noviembre de 2003  | Friburgo         | Alemania        | Stadthalle Freiburg                |
| 6 de noviembre de 2003  | Frankfurt        | Alemania        | Jahrhunderthalle                   |
| 8 de noviembre de 2003  | Düsseldorf       | Alemania        | Philips Halle                      |
| 10 de noviembre de 2003 | Ámsterdam        | Países Bajos    | Heineken Music Hall                |
| 11 de noviembre de 2003 | Ámsterdam        | Países Bajos    | Heineken Music Hall                |
| 12 de noviembre de 2003 | Bruselas         | Bélgica         | Forest National                    |
| 13 de noviembre de 2003 | París            | Francia         | Le Zénith                          |
| 15 de noviembre de 2003 | Londres          | Inglaterra      | Wembley Arena                      |
| 17 de noviembre de 2003 | Dublín           | Irlanda         | The O2                             |
| 20 de noviembre de 2003 | Sheffield        | Inglaterra      | Sheffield Arena                    |
| 21 de noviembre de 2003 | Birmingham       | Inglaterra      | National Exhibition Centre         |
| 23 de noviembre de 2003 | Londres          | Inglaterra      | Shepherds Bush Empire              |
| 24 de noviembre de 2003 | Londres          | Inglaterra      | Hammersmith Apollo                 |
| 25 de noviembre de 2003 | Londres          | Inglaterra      | Brixton Academy                    |